# Noong Hẻo
Noong Hẻo là một xã thuộc huyện Sìn Hồ, tỉnh Lai Châu, Việt Nam.
Xã Noong Hẻo có diện tích 63,78 km², dân số năm 2011 là 6.011 người, mật độ dân số đạt 94 người/km².